# 尼古拉·米伦科维奇
尼古拉·米伦科维奇（發音：[nǐkola milěːŋkoʋitɕ]；1997年10月12日—），塞尔维亚男子足球运动员，场上位置是后卫。他曾代表塞尔维亚国家队参加2018年国际足联世界杯，结果队伍止步小组赛阶段。。現効力於英超球隊诺定汉森林以及是塞爾維亞國家足球隊成員。

## 榮譽
柏迪遜
- 塞爾維亞足球超級聯賽冠軍 :2016–17[5]
- 塞爾維亞杯冠軍 : 2015–16、2016–17[6]

## 外部連結
- 尼古拉·米伦科维奇－UEFA國際賽競賽紀錄